# الإجلاء في الاتحاد السوفيتي

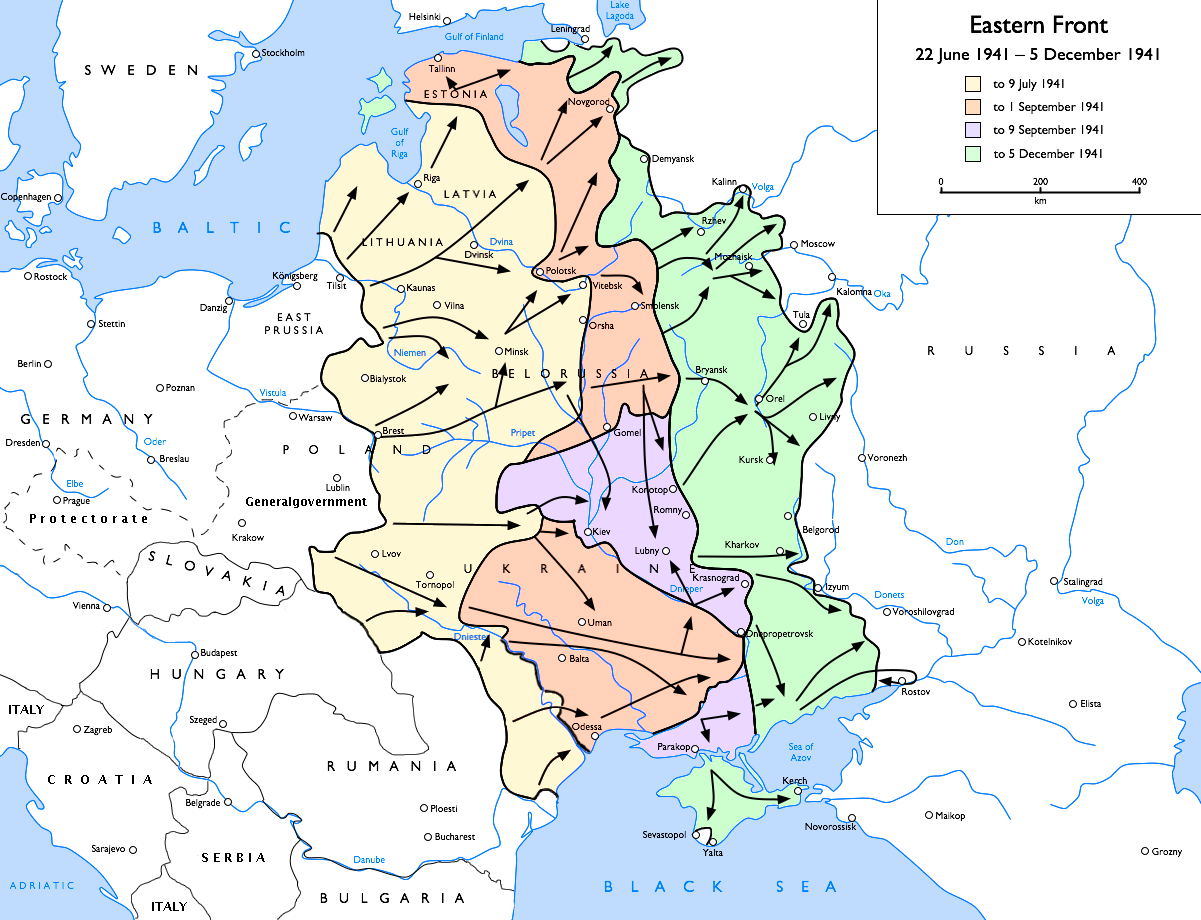
خطوط القتال الأمامية بين الفيرماخت والسوفييت في الأشهر الستة الأولى عقب عملية بارباروسا

كان الإجلاء في الاتحاد السوفيتي هجرةً جماعية لمواطني الاتحاد السوفيتي وصناعاتهم في الغرب باتجاه الشرق نتيجةً لعملية بارباروسا، تحت الغزو العسكري الألماني في يونيو 1941. نُقل ما يقارب 16 مليون مدني سوفيتي وأكثر من 1,500 مصنع كبير إلى مناطق في وسط البلاد أو جزئها الشرقي بنهاية عام 1941. إلى جانب هجرة المدنيين والصناعات إلى الشرق، كان هناك نتائج أخرى غير متوخاة للتقدم الألماني تمثلت في إعدام معتقلين سابقين من مدنيي الدولة الغربية من قِبل وحدات المفوضية الشعبية للشؤون الداخلية السوفيتية، ونقل جثمان لينين من موسكو إلى تيومين، ونقل مجموعة متحف هيرميتاج إلى مدينة سفيردلوفسك في كويبيشف، العاصمة البديلة للاتحاد السوفيتي 1941 – 1943. استقبلت البلدات والمدن السوفيتية في الداخل أو في الشرق الجزء الأكبر من اللاجئين الجدد ومصانع الحرب ذات الأولوية الكبرى، إذ استقبلت مواقعٌ مثل مدينة نوفوسيبيرسك السيبيرية، أكثر من 140 ألف لاجئ والعديد من المصانع بسبب بُعدها عن الخطوط الأمامية. على الرغم من النجاحات الألمانية المبكرة في السيطرة على مساحات كبيرة من الاتحاد السوفيتي الغربي طوال عام 1943، وخطط الطوارئ غير المعدة بشكل كامل من قِبل السوفييت في التعبئة شرقًا، إلا أن الصناعات السوفيتية تفوقت في النهاية على الألمان في إنتاج الأسلحة، وبلغ الإنتاج 73,000 دبابة، ووُزعت 82,000 طائرة ونحو 324,000 قطعة مدفعية على الجيش الأحمر بكامله في قتاله ضد قوى المحور بحلول عام 1945.

## السياسة الحكومية
مع معرفة ستالين واللجنة المركزية للحزب الشيوعي بأن هتلر سينقلب على الاتحاد السوفيتي في نهاية المطاف، كانت هناك خطط قبل إطلاق عملية بارباروسا لبدء عملية الإجلاء كإجراءٍ احترازي للهجوم النازي. قدم فاسيلي بروخوروفيتش برونين، رجل الحزب في موسكو والمشارك في لجنة الإجلاء في تلك المدينة، خطةً كان من شأنها إبعاد نحو مليون ساكن من موسكو، لكن ستالين رفضها. انتظر الحزب لحين الغزو الفعلي حتى وضع خطة حقيقية للإجلاء.
بعد يومين من الغزو الألماني في 24 يونيو 1941، شكل الحزب مجلس الإجلاء في محاولة لوضع خطة للإجلاء المقبل للمواطنين السوفييت القاطنين بالقرب من الجبهة الشرقية. حددت الخطة المدن الواقعة على طول خط القطارات الرئيسية في اتحاد الجمهوريات السوفيتية الاشتراكية إذ يمكن نقل الأفراد وأخذهم بسرعة من خلالها لسهولة الوصول إليهم عن طريق السكك الحديدية. اعتبارًا من سبتمبر، بعد ثلاثة أشهر من غزو النازيين، كان لدى مجلس الإجلاء 128 مركزًا محددًا ونافذًا. كان من بين مراكز المدن البارزة التي استقبلت المواطنين الذين جرى إجلاؤهم (بالإضافة إلى موارد وصناعات أخرى) كيروف وإياروسلافل وغوركي وأوفا وسفيردلوفسك وتشيليابينسك وكويبيشيف.
اتخذ الحزب إجراءات أخرى لمساعدة المرحلين المنتشرين على الاستقرار في موقعهم الجديد. وُجه المرحلون الجدد على المدينة بالتواصل مع السلطات المحلية لتعريفهم عليها. بعد ذلك، حصلوا على شهادة تفيد بإجلائهم وتسمح لهم بإحضار حاجياتهم الشخصية معهم طالما أنها لا تعيق قدرة السلطات على نقلها من الموقع الذي جرى إخلاؤه إلى مركز اللجوء. يجب ألا يتجاوز وزن متعلقات أفراد الأسرة 40 كغ.
كان هناك تعليمات أخرى من اللجنة المركزية خلال شهري أغسطس وسبتمبر إلى الحكومات الإقليمية ببناء مساكن مؤقتة للقادمين الجدد إن لم يكن هناك ما يكفي في تلك المنطقة سلفًا. وقد سبق هذه التعليمات إجراءٌ وُضع في نوفمبر عندما وافق الحزب على إنشاء إدارة إخلاء، وبالتالي أخذ الصلاحية من أيدي السلطات الإقليمية وجعلها مركزية داخل الحزب الشيوعي. أدى ذلك إلى افتتاح مكاتب الإدارة المذكورة في جميع أنحاء المدن والمناطق الحاوية على مراكز للإجلاء من أجل تنظيم ورعاية النازحين المشتتين بشكل أفضل. كان وكلاء إدارة الإجلاء مسؤولين عن التأكد من الاعتناء جيدًا بالمرحلين في مواقعهم الجديدة. كان هناك شاغل آخر إلى جانب السكن والتوظيف والغذاء، وهو الرعاية الصحية ورعاية الأطفال. منذ الشهور الأولى لعام 1942، كانت الحكومة في موسكو قد صرفت 3 مليار روبل على عملية الإجلاء، ولا زالت الحرب مع ألمانيا في سنتها الأولى.

### الترحيل بوصفه جزء من الإجلاء
ظهر شاغل آخر إزاء السكان المدنيين بعد الغزو الألماني وهو وجود مجموعة من المدنيين السوفييت الذين أصبحوا جزءًا من عملية الإجلاء، لكنهم صُنفوا على أنهم مرحلون وليسوا خاضعين للإجلاء. خشي الحزب من أن يغير هؤلاء المرحلون ولاءاتهم ويقاتلون إلى جانب ألمانيا. كانت الخطوة الأولى في هذه العملية، التي أثرت في النهاية على ما يصل إلى 3.3 مليون شخص من 52 جنسية مختلفة، مرسومًا نُشر في عام 1941 تناول إبعاد ألمان الفولغا وذلك بإرسالهم إلى سيبيريا وكازاخستان بعيدًا عن خطوط القتال الأمامية بين الفيرماخت والسوفييت. جرت بقية عمليات إجلاء الجنسيات المشتبه في عدم ولائها في وقت لاحق من الحرب خلال عامي 1943 و1944. لكون ألمان الفولغا إحدى القوميتين المرحلتين (الأخرى هي تتار القرم) اللتين لم يجري إعادتهما إلى موطنهما أبدًا بعد انتهاء الحرب، ففسر المؤرخون المعاصرون ذلك على أنه في إطار التطهير العرقي.
يشكل تتار القرم استثناءً من القاعدة التي وضعها الحزب وهو أن الترحيل قد حدث بسبب الاشتباه بتأييد هذه القوميات المشكوك بها لألمانيا. كان التتار أقلية مسلمة وشك الحزب في اختيارهم لدينهم على الدولة. غالبًا ما يتتبع المؤرخون الاضطهاد السوفيتي والقضاء على التتار في القرم إلى سنوات الحرب التي أعقبت إنشاء الدولة السوفيتية. يُذكر أنه من عام 1917 إلى عام 1933 قُضي على ما يقدر بنصف سكان تتار القرم، إما عن طريق القتل أو إعادة التوطين.
جاءت الجنسيات المرحلة بشكل عام من مناطق قريبة من الجبهة الشرقية واستقرت في كازاخستان وآسيا الوسطى خلال الحرب. في عام 1956، بعد أكثر من عقد على انتهاء الحرب العالمية الثانية، أُعيد توطين جميع المجموعات إضافة إلى ألمان الفولغا وتتار القرم في أراضيهم الأصلية. برّأ خروتشوف الألمان من اللوم خلال الفترة التي قضاها في قيادة الحزب الشيوعي. يُعتقد بأنه لم يُسمح لهم بإعادة التوطين لأن المنطقة كانت مأهولة سلفًا من قِبل مدنيين سوفييت آخرين منذ نهاية الحرب. يجري إبداء نفس الرأي فيما يتعلق بأسباب عدم منح تتار القرم حق إعادة التوطين بكونه جزء من أوامر عام 1956. مع ذلك، فإن منظمة حركة تتار القرم الوطنية التي نُظمت خلال فترة البيريسترويكا في ثمانينيات القرن العشرين تلقت أخيرًا خبرًا من الحكومة السوفيتية مفاده أنه يمكن لشعبها العودة إلى القرم. منذ ذلك الحين، عاد نحو 250,000 من تتار القرم واستقروا في ما يعرف اليوم بأوكرانيا المستقلة، بعد انهيار الاتحاد السوفيتي.
الجنسيات المرحلة مع العام الذي جرى فيه الترحيل:
- 1941: ألمان الفولغا
- 1943: القراشاي
- 1943: القلميقيون
- 1944: البلقار
- 1944: الشيشان والإنغوش
- 1944: تتار القرم
- 1944: اليونانيون
- 1944: أتراك المسخيت